# Puente Old Wye (Chepstow)
El puente Old Wye (nombre original en inglés: Old Wye Bridge o Town Bridge), también conocido históricamente como puente de Chepstow, cruza el río Wye entre Monmouthshire en Gales y Gloucestershire en Inglaterra, cerca del castillo de Chepstow. Aunque hubo puentes de madera anteriores en este lugar desde la época de los normandos, el puente de carretera actual fue construido en fundición de hierro en 1816 durante el período de regencia, por John Rastrick de Bridgnorth, quien modificó en gran medida el proyecto original de John Rennie.
El puente cruza un río con una de las carreras de marea más altss del mundo. Formaba parte de la carretera principal A48 entre Newport y Gloucester hasta 1988, cuando se abrió un nuevo puente río abajo junto al puente ferroviario de Chepstow. El puente de carretera ahora transporta tráfico local entre Chepstow y Tutshill. Es un monumento catalogado de Grado I.

## Estructuras anteriores
Antes del período romano en Gales, el cruce de Wye más alejado río abajo estaba en Tintern. Los romanos construyeron un cruce 1 km aguas arriba del puente actual en Chepstow, y se cree que continuó en uso durante siglos a partir de entonces. Había un pequeño hospital y una capilla dedicada a David de Gales en el lado del puente de Gloucestershire, que se describió como arruinado ya en 1573. Algunos restos del puente romano fueron descubiertos en 1911 por el Dr. Orville Ward Owen durante sus excavaciones en el lecho del río.

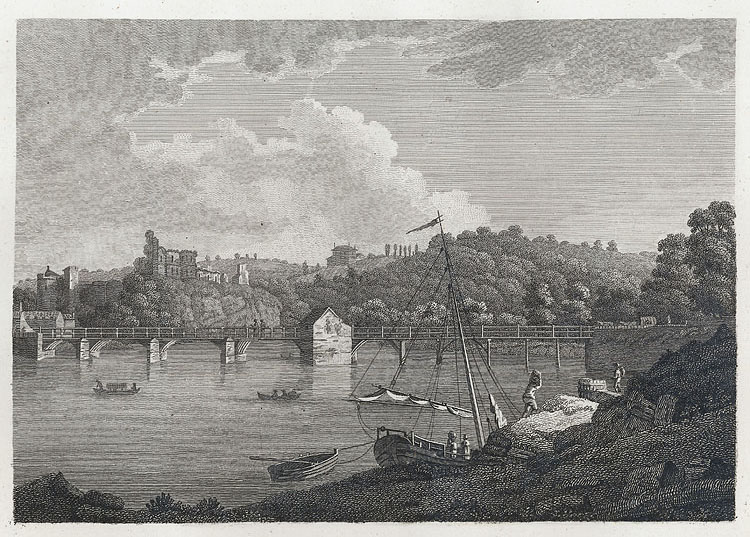
El puente de piedra y madera, antes de 1816

Después de que los normandos construyeran un castillo en Chepstow (entonces conocido como Striguil), se construyó un puente de madera a través del río en o cerca de su emplazamiento actual. Los primeros registros de un puente en Chepstow datan de 1228. Se sabe que el puente de madera ha sido reemplazado varias veces. La reconstrucción se vio dificultada por la amplitud de la marea, lo que requirió diez pilas de madera de 40 pies (12,2 m), quizás las más altas del país en ese momento. Los registros de 1399 lo describen como "débil y ruinoso y a punto de perderse", y menos de treinta años después se describió un nuevo puente construido en 1546 como "caído en gran ruina y decadencia y con probabilidades de caerse". En 1576, se aprobó una ley (la primera en hacer referencia específica a Monmouthshire) que responsabilizaba a Gloucestershire y Monmouthshire de la reparación de sus respectivas mitades, y también se conservan registros de los pagos realizados por las parroquias de Gloucestershire para ayudar a mantener el puente hasta el siglo XIX.
El descuido continuó, sin embargo, y en 1605 se dijo que el puente estaba nuevamente "roto, caído y bastante arrastrado por la Corriente... por lo que dicho cruce está totalmente inutilizado..." Bajo una nueva legislación se acordó que el puente se mantendría mediante un impuesto especial conocido como "dinero del puente", que deberían soportar los residentes de los dos condados. Durante los siguientes dos siglos, cada condado nombró a un topógrafo responsable de cada extremo del puente. Aparte de un pilar de piedra en el centro, el puente fue construido completamente de madera. La estructura fue destruida deliberadamente por las tropas realistas durante la guerra civil en 1644, siendo reconstruido en 1647. Resultó gravemente dañado por las tormentas en 1703 y nuevamente por la marea alta en 1738, pero fue reparado en ambas ocasiones. William Cole escribió sobre el puente en 1746 que era "el más ligero de Inglaterra y el más alto desde el agua". Una sugerencia en 1768 de que los dos condados deberían compartir el costo de construir un nuevo puente fracasó porque Monmouthshire (un condado más pequeño y menos próspero que Gloucestershire) no consideró razonable que debiera pagar la mitad del costo. Sin embargo, en 1785, los pilares de madera del lado de Monmouthshire se reconstruyeron como cuatro arcos de piedra, aunque la mitad de Gloucestershire siguió siendo de madera hasta 1815.

## El puente de 1816

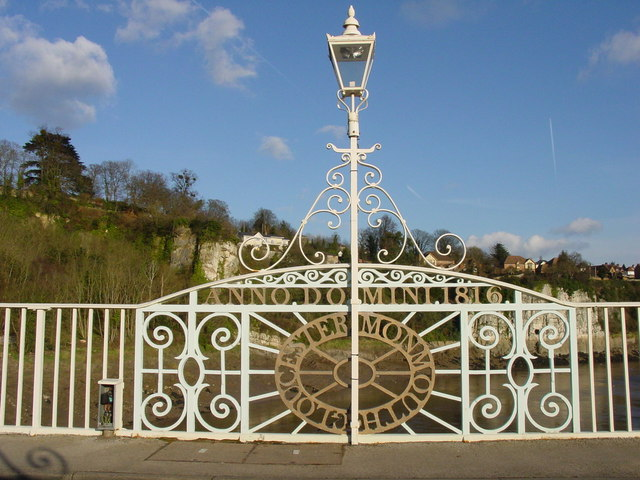
Herrajes decorativos en el límite entre Monmouthshire y Gloucestershire

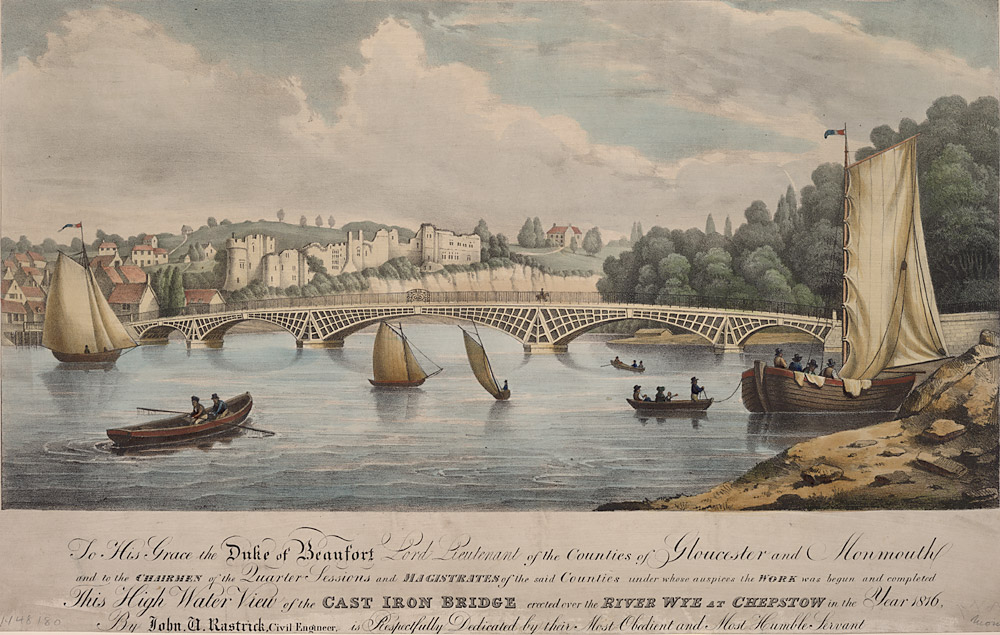
Vista del puente, c.1820

En 1810, se volvió a declarar que el puente estaba "en descomposición" y era peligroso, de forma que los magistrados locales encargaron al ingeniero John Rennie, proyectista del puente de Waterloo en Londres, que diseñara un nuevo puente. Los diseños de Rennie, con un costo estimado de 41.890 libras (equivalentes a 3 160 000 £ en 2021), se consideraron demasiado caros, pero finalmente se retomó la propuesta después de que un barco chocara con el puente de madera en 1812, derribándolo parcialmente y causando seis fallecidos. La primera piedra del nuevo puente se colocó el 13 de abril de 1813. En 1814, el contrato para construir el puente se otorgó a la firma Hazeldine, Rastrick & Co. de Bridgnorth, a un costo de 17.850 libras esterlinas, menos de la mitad del costo estimado por Rennie.
El puente fue diseñado por John Rastrick, en un estilo aparentemente inspirado en el trabajo de Thomas Telford. Comprendía cinco arcos de hierro fundido elaborado en Bridgnorth, con un tramo central de 34 metros (37,2 yd), tramos intermedios de 21 metros (23,0 yd) y tramos exteriores de 10 metros (10,9 yd). El puente fue inaugurado con una elaborada ceremonia el 24 de julio de 1816.
Es el puente vial de arco de hierro más grande que queda del primer medio siglo de construcción de hierro y acero, antes de la introducción de la innovación tecnológica de los puentes colgantes. El historiador de la arquitectura John Newman lo describe como "una composición supremamente elegante de cinco arcos de celosía segmentados poco profundos que llevan la calzada suavemente curvada... Esta superestructura descansa sobre pilares cónicos tranquilizadoramente fuertes de sillería cuadrada...". Unos herrajes ornamentales situados en el puente marcan el punto límite entre los condados de Gloucester y Monmouth. Las farolas de hierro fundido se compraron al ayuntamiento de Sheffield y se instalaron en 1969. El puente se convirtió en un elemento catalogado de Grado I el 24 de marzo de 1975.
Cuando formaba parte de la carretera principal entre Gloucester y Gales del Sur, el puente se convirtió en un cuello de botella notorio y se mejoró varias veces, siendo reforzado por primera vez en 1889, y acometiéndose importantes reparaciones estructurales en 1979. Fue reemplazado, excepto para el tráfico local, por el puente de la carretera A48 inaugurado en enero de 1988.
El puente ahora transporta el tráfico local en la carretera secundaria que conecta Chepstow y Tutshill, y está controlado por semáforos en cada extremo. Estuvo cerrado al tráfico de vehículos durante varios meses en 2015, por trabajos de mantenimiento con ocasión de la celebración del bicentenario del puente en julio de 2016. Un miembro del grupo que coordinó los arreglos de conmemoración describió el puente como "el mejor puente de arco de la Regencia georgiana en Gran Bretaña y el mundo", y sugirió que debería proponerse como Patrimonio de la Humanidad. Las celebraciones del bicentenario incluyeron una recreación de la ceremonia de apertura original, con discursos de líderes cívicos locales y de Sir John Armitt, presidente de la Institución de Ingenieros Civiles.

## Imágenes
|  |  |  |